# 河村通夫の大自然まるかじりライフ
『河村通夫の大自然まるかじりライフ』（かわむらみちおのだいしぜんまるかじりライフ）は日本各地のAMラジオ放送局で1987年から放送されている、自然と健康をテーマにしたラジオ番組である。制作はマール。

提供は青森放送を除き「健康フーズ」（旧社名：「杉食」）。

## パーソナリティ
- 河村通夫
- 若杉佳子（2020年2月以前は隔週で出演、同年3月2日より毎週出演）

### 過去
- 樹里（河村の長女）

月の第1週目（曜日配列によっては第2週か最終週）に出演していたが2013年春頃から出演しなくなった。

### ゲスト
- 樋口卓治 - 2023年6月第2週、小説「危険なふたり」著者[2]。

## 放送内容
- 冒頭、河村による番組タイトルとコメント「今日を生きている人々。その日々の暮らしの中身が僕のテーマです。料理であったり、建築であったり、家族のことや畑や花のこと。それを支える大自然の営み。そして生きるための知恵と心と技。それが知りたいのです。」を読み上げた後に挨拶をする。

今週のプレゼントとリスナーからのお便りの紹介、河村と若杉によるトーク後、曲を流してCMに入り、最後にお便りの宛て先を読み上げて番組終了となる。
- 概ね、火曜日は河村の著書「江戸絵皿絵解き事典 ISBN 4065213592」の感想、水曜日は「ぬか玄」を実際に試したリスナーの体験談、金曜日は料理にまつわる投書が紹介されることが多い。
- 投書者の氏名については、ラジオネームでなく本名で投稿した場合は「〇〇（居住都道府県 or 市区町村）にお住まいのXXさん」のように下の名前のみ読み上げられるが、まれに匿名で紹介されることもあり、内容によっては年代と名前の紹介も割愛される場合もある。
- お便りの宛先（基本的にネット局の「大自然まるかじりライフ」係宛て）はネット局ごとに河村が読み上げている。宛先を読む前に河村の『人は誰でも少しは悩みながら生きている』や『されど人生一日一ミリ』というコメントが入る。

テーマ曲
本多俊之「Updraft」

## ネット局
全局平日の放送で、放送時間の早い順から記載。
『ラジオ・チャリティー・ミュージックソン』を放送する局（IBC岩手放送・青森放送・ラジオ福島）では、12月24日・25日は放送休止または放送時間変更となる。

新年1月2日、3日は東京箱根間往復大学駅伝競走（箱根駅伝・文化放送制作）を放送する局では放送時間が変更となる。

河村が活動拠点としている北海道では、HBCラジオ・STVラジオの双方ともネットしていない。

### 現在
| 放送対象地域  | 放送局名          | 放送時間      | 備考                                                                             |
| ------------- | ----------------- | ------------- | -------------------------------------------------------------------------------- |
| 東海広域圏    | 東海ラジオ（SF）  | 6:00 - 6:10   |                                                                                  |
| 京都府 滋賀県 | KBS京都 KBS滋賀   | 6:05 - 6:15   |                                                                                  |
| 山梨県        | 山梨放送（YBS）   | 6:30 - 6:40   |                                                                                  |
| 福井県        | 福井放送（FBC）   | 6:30 - 6:40   |                                                                                  |
| 熊本県        | 熊本放送（RKK）   | 6:30 - 6:40   |                                                                                  |
| 石川県        | 北陸放送（MRO）   | 6:35 - 6:45   |                                                                                  |
| 宮崎県        | 宮崎放送（mrt）   | 6:40 - 6:50   |                                                                                  |
| 福島県        | ラジオ福島（rfc） | 9:30 - 9:40   |                                                                                  |
| 岡山県        | RSKラジオ         | 10:16 - 10:26 | 「天神ワイド朝」内                                                               |
| 青森県        | 青森放送（RAB）   | 11:25 - 11:35 |                                                                                  |
| 山口県        | 山口放送（KRY）   | 11:25 - 11:37 |                                                                                  |
| 秋田県        | 秋田放送（ABS）   | 12:00 - 12:10 |                                                                                  |
| 山形県        | 山形放送（YBC）   | 12:30 - 12:40 |                                                                                  |
| 富山県        | 北日本放送（KNB） | 12:30 - 12:40 |                                                                                  |
| 岩手県        | IBC岩手放送       | 12:35 - 12:45 |                                                                                  |
| 新潟県        | 新潟放送（BSN）   | 13:30 - 13:40 |                                                                                  |
| 長野県        | 信越放送（SBC）   | 13:45 - 13:55 | 「MiXxxxx+」内                                                                   |
| 福岡県        | RKBラジオ         | 15:30 - 15:40 | 「#さえのわっふる」（月曜 - 木曜）内 「Weekend Live あんたっちゃぶる」（金曜）内 |

### 過去
| 放送地域 | 放送局          | 放送時間      | 備考                                         |
| -------- | --------------- | ------------- | -------------------------------------------- |
| 広島県   | 中国放送（RCC） | 5:15 - 5:25   | 2015年3月30日開始、2016年6月30日に打ち切り。 |
| 岐阜県   | ぎふチャン      | 6:35 - 6:45   | 2014年3月31日開始、2016年9月23日に打ち切り。 |
| 大分県   | 大分放送（OBS） | 12:20 - 12:30 | 2015年3月27日に打ち切り。                    |
| 静岡県   | 静岡放送（SBS） | 12:20 - 12:30 | 2014年3月31日開始、2016年9月23日に打ち切り。 |
| 高知県   | 高知放送（RKC） | 12:40 - 12:50 |                                              |
| 愛媛県   | 南海放送（RNB） | 15:50 - 16:00 | 2014年3月31日開始、2016年9月23日に打ち切り。 |
| 宮城県   | 東北放送（tbc） | 16:10 - 16:20 | 2012年1月7日開始、2016年9月23日に打ち切り。  |

## 局による差異
青森放送
- 番組のタイトルコールは、河村ではなくRABの局アナウンサーが行う[18]。
- 月曜日と水曜日は、本編終了後に河村がプロデュースする｢ぬか玄｣のCM[19]が流れる。
- タイトルコール[20]後、60秒間のCMを挟んで本編を放送し、再度60秒間のCM後、エンディングのBGM[21]が流れて番組終了。
- 前述の冒頭コメント、お便りの宛先読み上げ前のコメントは流れない。

KBS京都
- 本編前に河村がプロデュースする｢ぬか玄｣のCMが流れる。
- 本編の後に40秒の京都ローカルスポット[22]が流れてから、エンディングとなる。